# Krisztián Vadócz
Krisztian Vadócz (Budapest, 30 de maig de 1985), és un futbolista hongarès que juga actualment al FC Pune City.